# Korczak (herb szlachecki)
Korczak – polski herb szlachecki, noszący zawołanie Korczak. Wzmiankowany w najstarszym zachowanym do dziś polskim herbarzu, Insignia seu clenodia Regis et Regni Poloniae, spisanym przez historyka Jana Długosza w latach 1464–1480. Korczak jest jednym z 47 herbów adoptowanych przez bojarów litewskich na mocy unii horodelskiej z 1413 roku.
Herb występował głównie wśród rodzin osiadłych w ziemi krakowskiej, lubelskiej oraz Rusi. Spośród najbardziej znanych rodów pieczętujących się herbem Korczak, należy wymienić Branickich, Komorowskich i Boratyńskich.
Korczaka używał też Tadeusz Komorowski.

## Opis herbu

### Opis historyczny

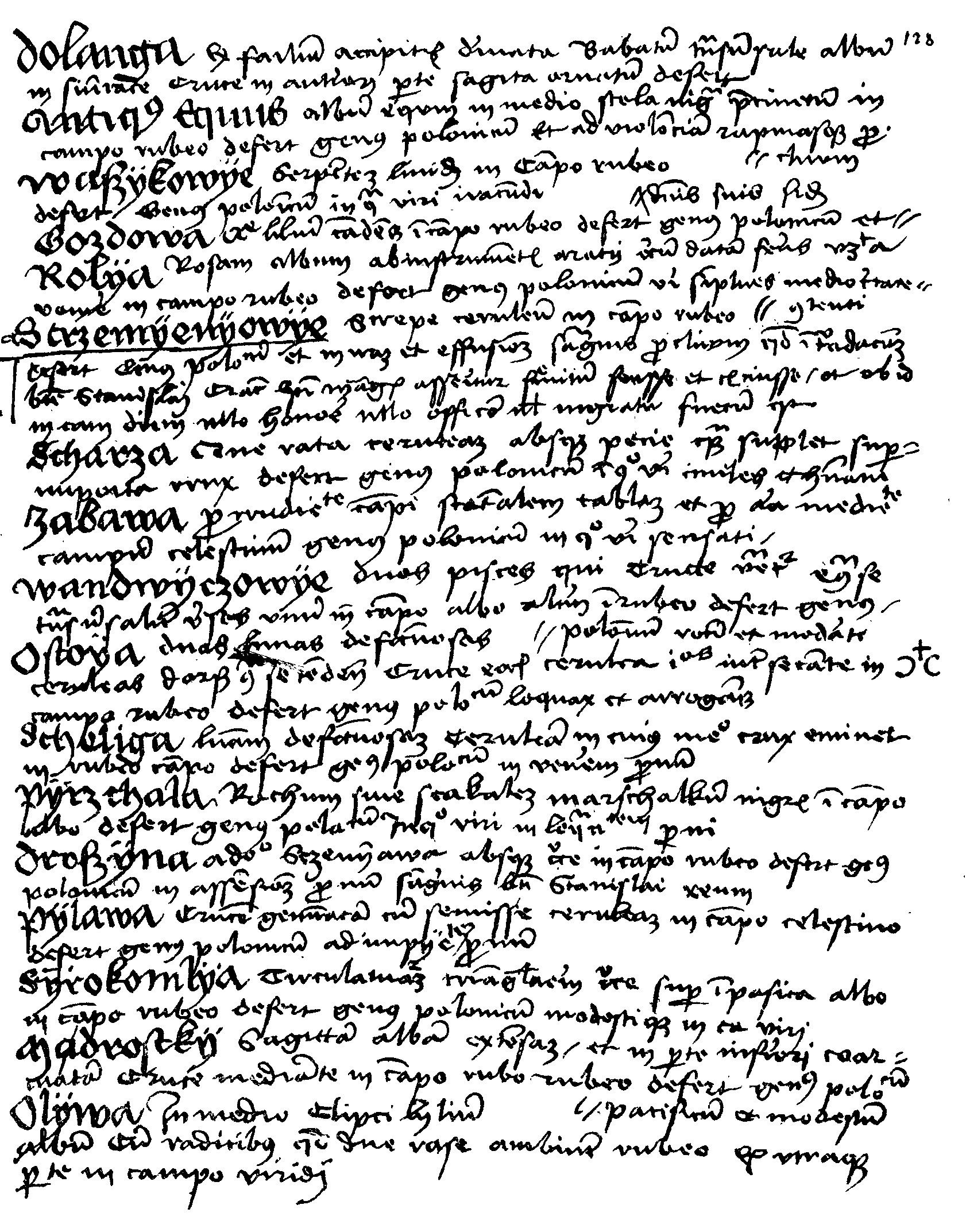
Jedna ze stron manuskryptów Jana Długosza, zawierająca opisy polskich herbów

Jan Długosz (1415–1480) blazonuje herb i opisuje herbownych następująco:

Corczakowye, tres barras in campo rubeo defert. Genus Ruthenicum, hic prisco tempore cifum et in eo canem sedentem deferebat. Id Loduigus, Polonie et Ungarie rex, abhominatus immutat et Demetrio de Bożydar, regni Polonie vicethezaurario, arma regni Ungarie tradidit deferenda. In galea tamen defertur cifus et canis.

Po przetłumaczeniu:

Korczakowie, trzy belki w polu czerwonym noszą. Ród ruski, który w dawnych czasach nosił misę i siedzącego w niej psa. To Ludwik, król Polski i Węgier, wstrętnie zamienił, Demetriuszowi z Bożydar, na herb królestwa Węgier. Na hełm jednak została wyniesiona misa i pies.

Juliusz Ostrowski, podając się na dzieła historyczne Jana Długosza, Wojciecha Kojałowicza, Kaspra Niesieckiego, Franciszka Piekosińskiego i Piotra Małachowskiego, opisuje herb:

W polu czerwonem — trzy srebrne belki poprzeczne i równoległe, ku dołowi kliniasto zwężone i stopniowo krótsze jedna od drugiej. Nad hełmem w koronie w złotej czarze pół psa.

### Opis współczesny
Opis skonstruowany współcześnie brzmi następująco:
Na tarczy w polu czerwonym, trzy wręby srebrne w słup, zwężające się w dół.
W klejnocie pół szczenięcia wyżła srebrnego w naczyniu złotym.
Labry herbowe czerwone, podbite srebrem.

## Geneza

### Najwcześniejsze wzmianki
Pierwsza wzmianka z 1368 roku, najstarsza znana pieczęć z 1432 roku. Pierwszym rodem pieczętującym się tym herbem byli Gorayscy. Został przeniesiony również na Litwę po unii w Horodle w 1413 roku.
Najwcześniejsze lokalne źródło heraldyczne wymieniające ten herb to wspomniane już wcześniej Insignia seu clenodia Regis et Regni Poloniae, datowane na lata 1464–1480. Autorem tego dzieła jest polski historyk, Jan Długosz.
W pierwotnej, XV wiecznej formie w klejnocie znajdowała się głowa szczenięcia srebrnego między kręgami srebrnymi ze środkiem czerwonym i okrągłymi uchwytami srebrnymi. Herb ma pochodzenie węgierskie, trzy wręby oznaczają trzy rzeki Dunaj, Cisę (lub Drawę) i Sawę.

### Etymologia
Prawdopodobnie od apelatywu korczak oznaczającego „kubek” lub „kielich”, po łacinie ciphus, cifus. Jest to poświadczone we wspomnianej wcześniej wzmiance Jana Długosza:

(...) prisco tempore cifum et in eo canem sedentem deferebat Id Loduigus, (...) In galea tamen defertur cifus et canis.

Według Długosza nazwa rodu związana jest z korczakiem, który miał się jakoby pierwotnie znajdować na tarczy herbowej, a dopiero po udostojnieniu herbu przez dodanie do niego węgierskich bierzwion, czyli wrębów, miał być przeniesiony do klejnotu nad herbową tarczą. Piekosiński uważa dywagacje Długosza na temat historii herbu i etymologii nazwy za niesłuszne, proklamację określa jako odimienną, wiąże ją jednak z imieniem Korcza, od którego rzekomo Korczak stanowić miał deminutyw. Imię Korcza jest jednak niepoświadczone, zaś odapelatywny antroponim Korczak funkcjonował w tym czasie zupełnie niezależnie od herbu i jego nazwy.

### Legenda herbowa
Według opinii zapisanej przez Jana Długosza:

Id Ludovicus, Polonie et Hungarie rex, abominatus immutatuit, et Demetrio de Bozidar, Regni Polonie Vicethesaurario, arma regni Hungarie deferenda tradidit; in galea tamen defertur ciphus et canis.

## Herbowni

### Lista Tadeusza Gajla
Lista herbownych w artykule sporządzona została na podstawie wiarygodnych źródeł, zwłaszcza klasycznych i współczesnych herbarzy. Należy jednak zwrócić uwagę na częste zjawisko przypisywania rodom szlacheckim niewłaściwych herbów, szczególnie nasilone w czasie legitymacji szlachectwa przed zaborczymi heroldiami, co zostało następnie utrwalone w wydawanych kolejno herbarzach. Identyczność nazwiska nie musi oznaczać przynależności do danego rodu herbowego. Przynależność taką mogą bezspornie ustalić wyłącznie badania genealogiczne.
Pełna lista herbownych nie jest dziś możliwa do odtworzenia, także ze względu na zniszczenie i zaginięcie wielu akt i dokumentów w czasie II wojny światowej (m.in. w czasie powstania warszawskiego w 1944 spłonęło ponad 90% zasobu Archiwum Głównego w Warszawie, gdzie przechowywana była większość dokumentów staropolskich). Lista nazwisk znajdująca się w artykule pochodzi z Herbarza polskiego, Tadeusza Gajla (603 nazwisk). Występowanie na liście nazwiska nie musi oznaczać, że konkretna rodzina pieczętowała się herbem Korczak. Często te same nazwiska są własnością wielu rodzin reprezentujących wszystkie stany dawnej Rzeczypospolitej, tj. chłopów, mieszczan, szlachtę. Jest to jednakże dotychczas najpełniejsza lista herbownych, uzupełniana ciągle przez autora przy kolejnych wydaniach Herbarza. Tadeusz Gajl wymienia następujące nazwiska uprawnionych do używania herbu Korczak:
|  | Alabjewicz, Bagiński, Balkiewicz, Bałaban, Bannuński, Banunyński, Banuński, Baratyński, Barsowski, Barszczowski, Barzi, Barzy, Batkiewicz, Batkowski, Baturzycki, Bedleński, Bedlewicz, Bernacki, Bernaszowski, Berżański, Biarżanowski, Bibel, Bibelski, Bielecki, Bieniewski, Biernacki, Biernaszewski, Biernaszowski, Biernawski, Bierzawski, Bierżański, Bierżawski, Biliński, Biliźnieński, Bliziński, Bobrecki, Bochowityn, Bohdanowicz, Bohowityn, Bolanowski, Bołaban, Boratyński, Borszewski, Borszowski, Bortkiewicz, Bortnicki, Bortnowski, Bożydar, Branicki, Bratko, Brodzki, Bronowicki, Bucewicz, Budzyński, Bybelski, Bybłowski, Chańkowski, Chański, Chęciński, Chiszewski, Chłopicki, Choderowski, Chodorowicz, Chodorowski, Chodorski, Choiński, Chojny, Chołoniewski, Chołubicki, Choński, Chorbowski, Chotecki, Chryczewski, Chryszewski, Chulawski, Chyczewski, Chyszewski, Chyżewski, Czarnkowski, Czarowski, Czaryski, Czasza, Czaszkowski, Czerniawski, Czerniejewski, Czerniejowski, Czernieszewicz, Czerniowski, Czuma, Czumak, Czupa, Czuppa, Czuryłło, Czuryło, Dachnowicz, Daszkiewicz, Dawidowski, Dąbkowski, Dąbrowski, Deben, Dejbel, Derbut, Derewiński, Dermnowski, Derszniak, Deubel, Dobraczewski, Dobraczyński, Doliński, Dombrowski, Dreling, Dremlik, Drewiński, Drochowski, Drogajewski, Drogojewski, Drohojewski, Drohojowski, Drojewski, Drożawski, Dryniewicz, Drzemlik, Drzewiński, Dunicki, Dusieński, Duszeński, Dworskowicz, Dworszowicz, Dyrmont, Dziechciejewicz, Dziechciejewski, Dziechciewski (2), Dziechejewski, Dziewolski, Eleński, Engelhardt, Esman, Gacki, Gadowski, Gajewski, Galęski, Gałecki, Gąsiewicz, Gliński, Gluziński, Głowacki, Gorajewski, Gorajski, Goralski, Gorczyński, Gornowski, Gorodecki, Góralski, Graniewski, Greczyna-Wojna, Gruszkowski, Gruszowski, Gruszwicki, Gruświcki, Grutwicki, Grządzielski, Gwoździecki, Hacicki, Hajski, Hałuszyński, Hanicki, Hankowski, Hanusiewicz, Hańcki, Hański, Henko, Hermanowski, Hinek, Hinicz, Hlib, Hodorowski, Hołodyński, Hołoniewski, Hołowicki, Hołubicki, Horain, Horbaczewski, Horbanowski, Horbowski, Hordyński,Hornowski, Horodecki, Horodeński, Horodoski, Horodyjski, Horodyński, Horodyski, Horysławski, Hoszewski, Hościsławski, Hranicki, Hreczyna-Wojna, Hruszewski, Hruszowski, Hruszwicki, Hryncewicz, Hubicki, Hynek, Hyńko, Ilcewicz, Ilinicz, Iliwicz, Ilkiewicz, Illicz, Illinicz, Illukiewicz, Iwonia, Iwoński, Jagodowski, Jagusiński, Jagużyński, Jakowiecki, Jakubiński, Jankiewicz, Jarkowski, Jarmoliński, Jarmołowicz, Jaskołowski, Jaskółowski, Jasman, Jaślikowski, Jeleniewski, Jenkiewicz, Jesman, Jeśman, Jewłaszko, Jewłaszkowicz, Jucewicz, Junkiewicz, Junkowicz, Juńkiewicz, Jusewicz, Jussewicz, Juszkiewicz, Kadłubiński, Kadłubiski, Kamota, Karaczewski, Karaffa-Korbut, Karalewicz-Juncewicz, Katarski, Kazimierski, Kazimirski, Klimkowski, Klukowicz, Klukowski, Kołmowski, Komar, Komarowski, Komorowski, Komota, Konarzewski, Koproski, Koprowski, Koraszewicz, Korbowski, Korbułtowski, Korbut, Korbutowicz, Korczak, Korczakowski, Korczmiński, Korczyński, Kostka, Kotarski, Kotowicz, Kozieradzki, Krasnodąbski, Krasnopolski, Kraśnicki, Krężelewski, Krężołowski, Krężyłowski, Krukienicki, Krukieński, Krukiewnicki, Krulski, Krupel, Krupello, Krupiński, Krupowicz, Krupski, Kruszel, Krynicki, Krzeczeński, Krzeczkowski, Krzeczowski, Krzywopis, Krzywopisz, Kukizowski, Kula, Kuryłowicz, Kwaszewicz, Lachodowski, Lahodowski, Langowski, Latyczyński, Ledeński, Leszczyński, Liniewski, Lipski, Luskowski, Luszkowski, Lutowieński, Łachodowski, Ładomicki, Łagodowicz, Łahodowicz, Łahodowski, Łapinkiewicz, Ławrynowicz, Łęgowski, Łodziata, Łohodowicz, Łojowicz, Łoniewski, Łowiejko, Łubkowski, Łuczkiewicz, Łukszyński, Łuszczewski, Łuszczkowski, Łuszczyński, Łuszkowski, Łużkowski, Łysczyński, Machalewski, Machalski, Maczulski, Malczewski, Malczycki, Manugiewicz, Manuwir, Melechowicz, Meleszkiewicz, Meleszko, Meleszkowicz, Menicz, Michael, Michalewicz, Michalewski, Michalski, Michałowski, Miedzielski, Mielechowski, Mieleszko, Mienicz, Mikulec, Mikulicki, Miłaniewski, Miszka, Miszkiewicz, Mitarski, Mleczko, Moczulski, Moczylski, Mogielnicki, Mogilnicki, Mogolnicki, Morohowski, Morokowski, Mroczkowski, Muchalski, Myszczyc, Myszka, Myśko, Narmont, Narmunt, Newelski, Niegardowski, Niwicki, Oladowski, Oładowski, Oratowski, Orbowski, Orczysławski, Ornowski, Orwicz, Orzeszko, Orzewski, Ostrowski, Ostróg, Oszczysławski, Oszmieniec, Ościsławski, Pachniowski, Parwaniecki, Pawłowicz, Pełczycki, Perwaniecki, Piśnicki, Pletenicki, Pletnicki, Płoskoński, Podgolia, Podgrodziedzki, Podhorodeński, Podhorodyński, Podobiedow, Podolecki, Podwerbecki, Podwerbski, Porcianko, Porcyanko, Portanty, Porwaniecki, Prochnicki, Prokop, Prokopowicz, Próchnicki, Pruchnicki, Przedzielnicki, Przyłubski, Przyłupski, Pyszyński, Rezanowicz, Rocimirski, Rokitnicki, Rossakiewicz, Rozborski, Rymkiewicz, Ryncza, Rynek, Rynka, Rynkowski, Ryński, Saczko, Sadłocha, Salamonowicz, Salomoński, Saładykowski, Sałmiński, Sałomuński, Sampławski, Saparowski, Saporowski, Saszko, Sąd, Sąplewski, Sąpławski, Seleniewicz, Serebczyński, Serebryski, Sidecki, Sieleniewicz, Sielenko, Sielicki, Siennowski, Siladkowski, Silicz, Silnicki, Siwiński, Skabłoński, Skoruta, Skurat, Skuratowicz, Skurewicz, Sławski, Smietanka, Smiotanka, Smokowski, Smykowski, Sobański, Sołomiecki, Sołomuński, Sołtan, Sond, Sosnowski, Sowa, Sozański, Staniewski, Stawski, Steckowicz, Strasz, Strus, Strusiewicz, Struszkiewicz, Struś, Sukmanowski, Sułkowski, Sułtan, Suszcz, Sutkowski, Sutyski, Swarzyczewski, Swidło, Synkowski, Szaczko, Szakłakowski, Szampławski, Szawłowski, Szczaska, Szeptycki, Szerebiński, Szkopowski, Szloczkowski, Szołomski, Szukajło, Szumbarski, Szumiański, Szumkowski, Szuszniański, Ścisłowski, Śledziewski, Śledziński, Ślizień, Śmietanka, Śmietonka, Śmiotanka, Śmiotanko, Świdłowski, Świeżyński, Świniuski, Tamanowski, Tankowski, Tańkowski, Tąkiel, Terechowicz, Ternowski, Tomanowicki, Tomanowski, Troszek, Truchanowski, Truchnowski, Truchowski, Tur, Turek, Tychonowicz, Tyśmieniecki. Udzielski, Umiastowsk, Urzejowski, Ussakowski, Wankowski, Wańko, Warkowski, Wasiciński, Wasiczyński, Wasielkowski, Wasilkowski, Wasiutyński, Wasuczyński, Wasylkowski, Waszczyński, Wereszczyński, Wereszyłko, Wesołowski, Wessel, Wielhorski, Wierzbowski, Wierzchołowski, Wierzchowski, Witaliszowski, Wojna, Wojnałowicz, Wojszwiłło, Wołk, Wołk-Łaniewski, Wołod, Wołodko, Wołodyjowski, Worona, Worotyński, Woszczowski, Wujachewicz, Wujakiewicz, Zaborowski, Zagorewski, Zagorowski, Zaharanko, Zahoranko, Zahorenko, Zahorowski, Zajęcznicki, Zajęczyński, Zakoszewski, Zaniewski, Zaranek, Zarański, Zawalski, Zborowski, Zegart, Ziełkowski, Ziokowski, Ziołkowski, Ziółkowski, Złotoliński, Zoratyński, Zorawiński, Żabicki, Żelazko, Żoratyński, Żorawiński, Żorownicki, Żórawiński, Żórawnicki, Żurawiński, Żurowski. Tadeusz Gajl, Herbarz Polski |

### Pozostałe nazwiska
Jury Łyczkowski, na swojej stronie dotyczącej heraldyki, wspomina również o nazwiskach; Balewicz, Bołdysz, Hreczyn, Szpakowski, Wasiewicki, Wolski, Wołodźko, Wołko, Zaranko, Zubko .

## Odmiany
| Odmiany herbu Korczak | Odmiany arystokratyczne herbu Korczak |  |

## Galeria

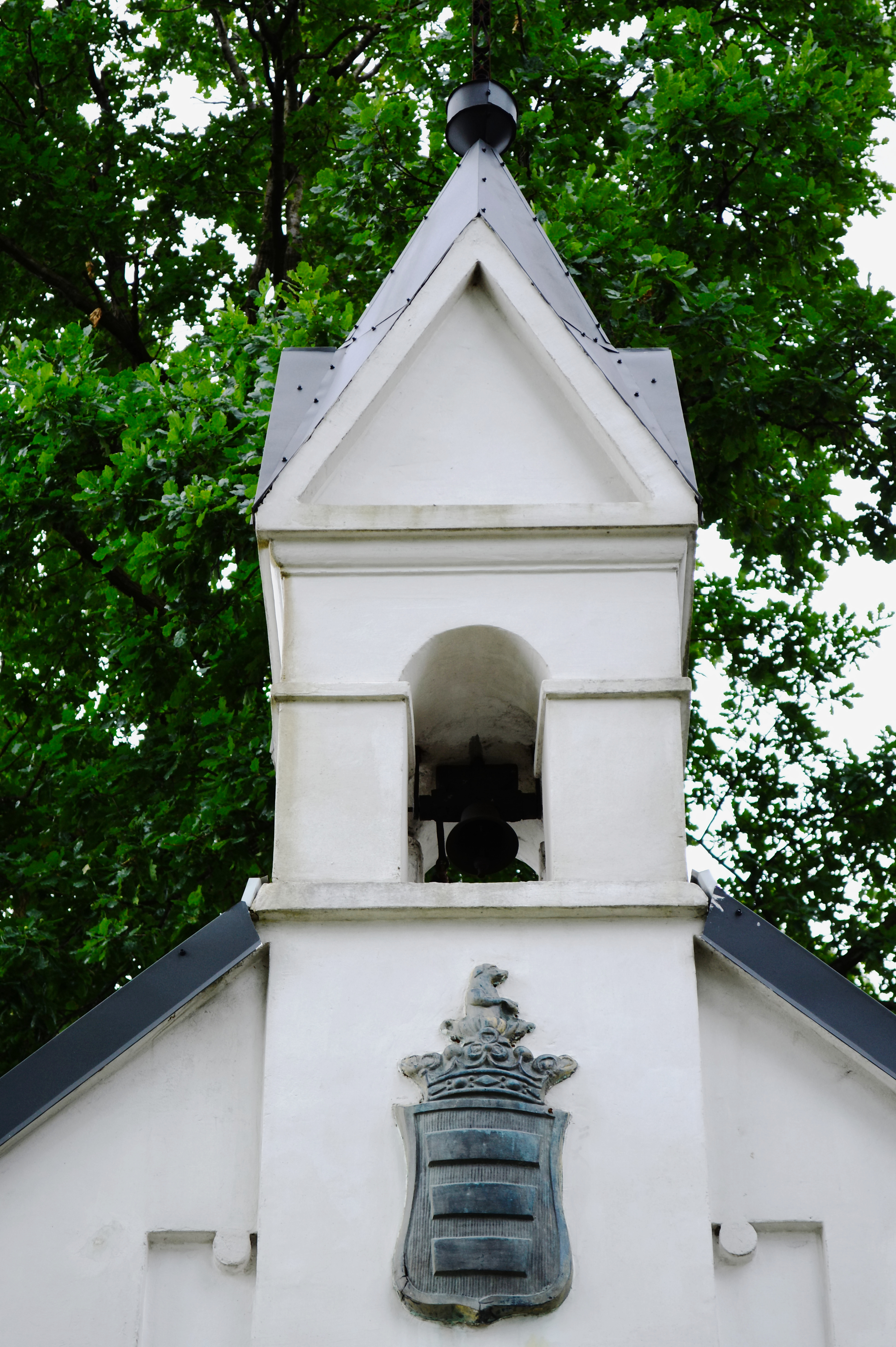
Grobowiec rodziny Horodyńskich z herbem Korczak
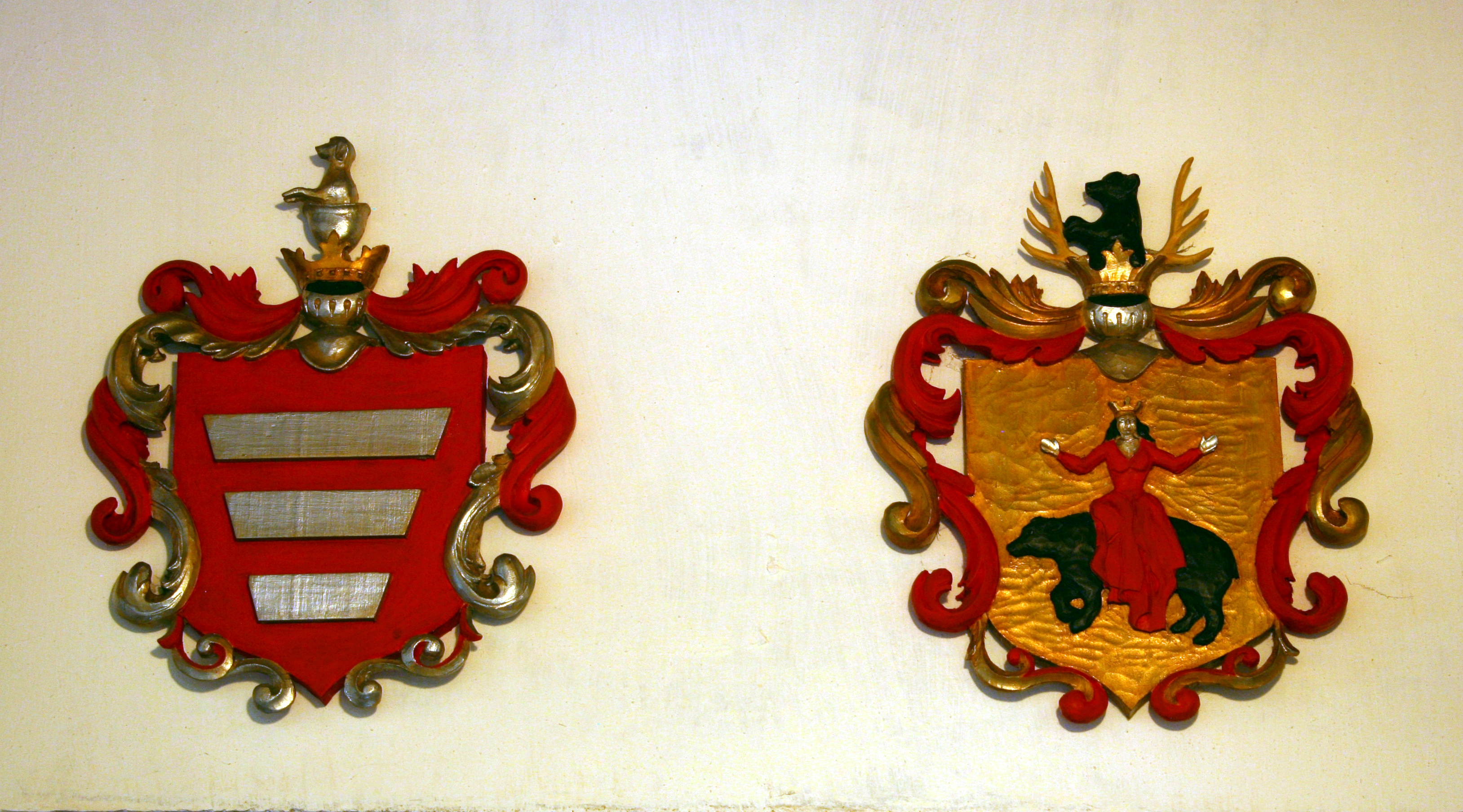
Korczak obok herbu Rawicz na ścianie dworku szlacheckiego w Rdzawie
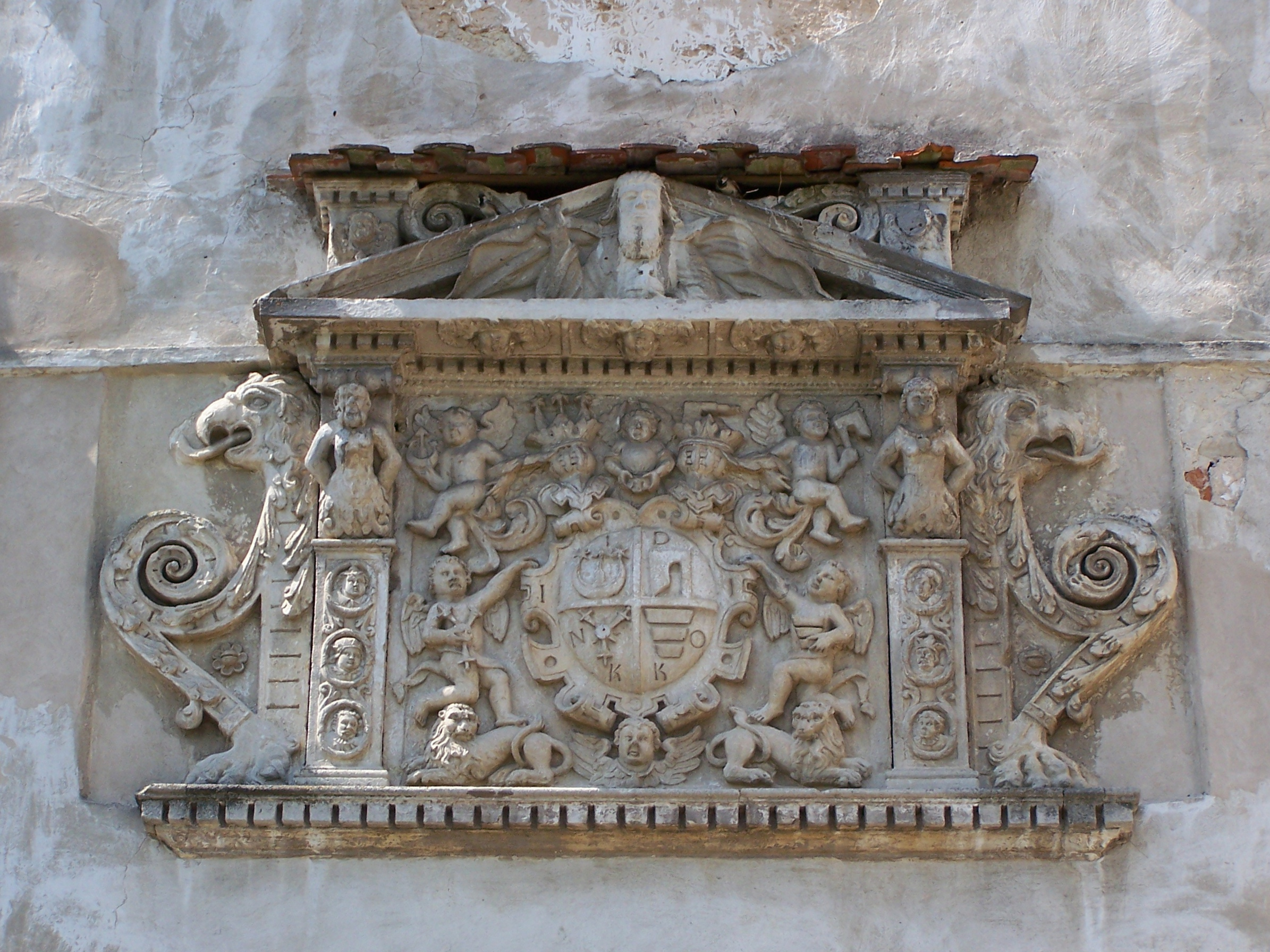
Kartusz herbowy na zamku w Olesku, Korczak w IV polu
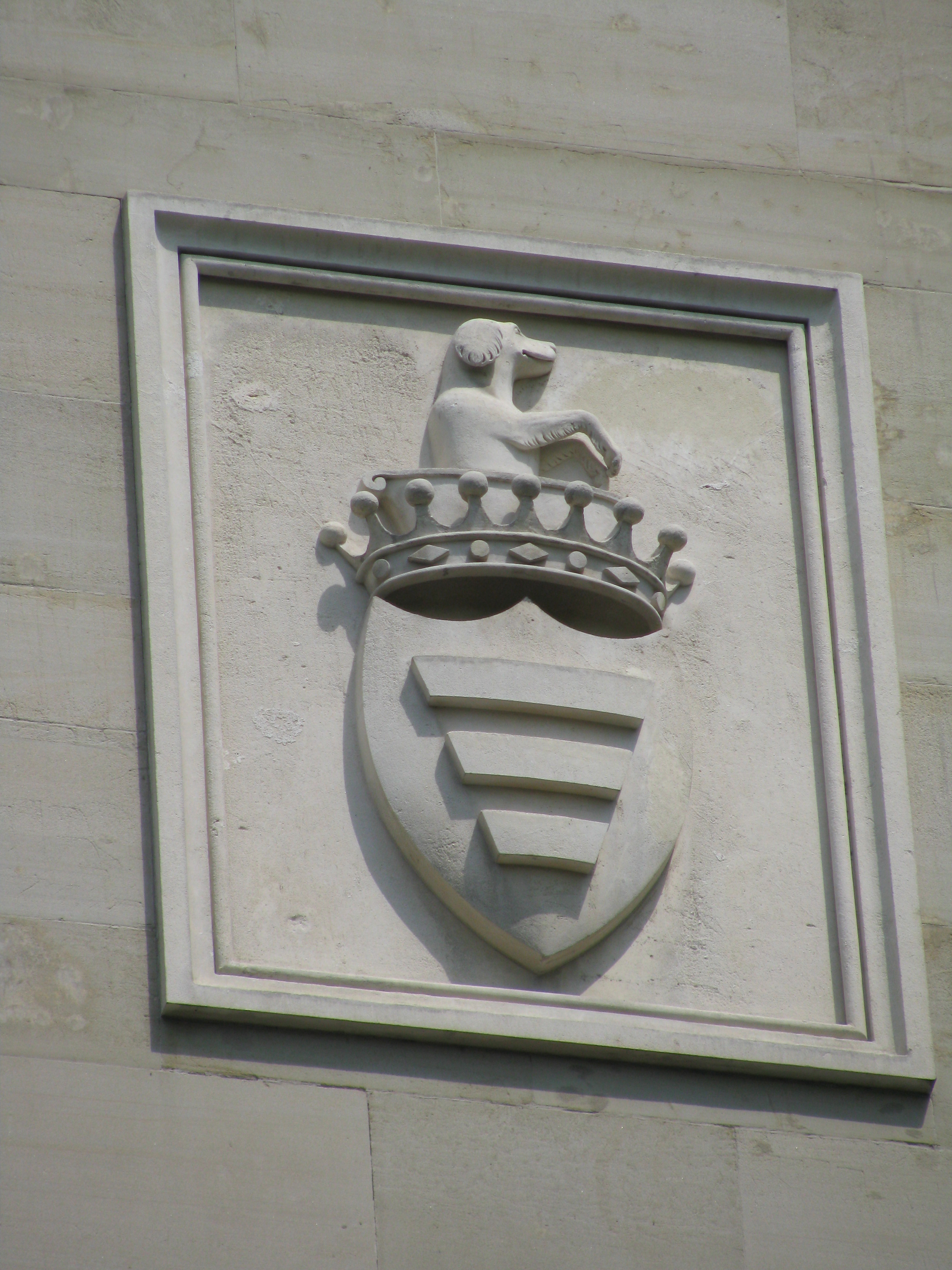
Korczak z koroną hrabiowską, należący do rodziny Branickich